# Protochlorophyllide
 (mars 2023).
Si vous disposez d'ouvrages ou d'articles de référence ou si vous connaissez des sites web de qualité traitant du thème abordé ici, merci de compléter l'article en donnant les références utiles à sa vérifiabilité et en les liant à la section « Notes et références ».

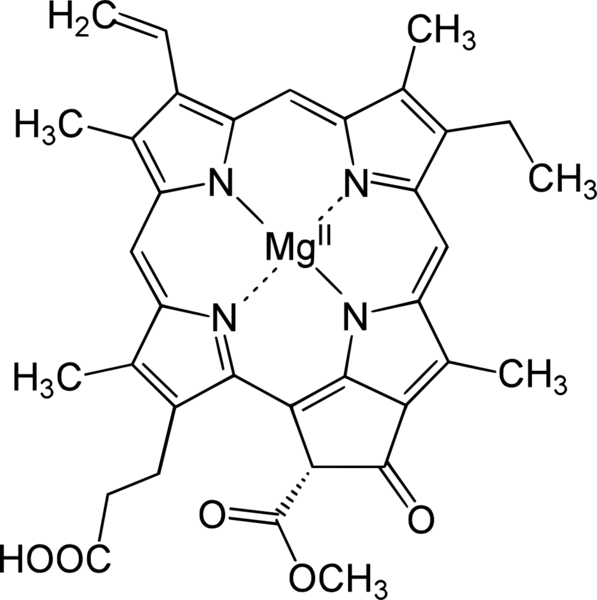
Structure de la protochlorophyllide a.

Une protochlorophyllide, ou monovinyl-protochlorophyllide, est le précurseur immédiat d'une chlorophyllide dans la biosynthèse de la chlorophylle. « La protochlorophyllide » sans plus de précision désigne la protochlorophyllide a, mais il existe d'autres protochlorophyllides, telles que la protochlorophyllide b.
L'avant-dernière étape de la biosynthèse de la chlorophylle a est réalisée, chez les plantes à fleurs, par une enzyme, la protochlorophyllide réductase (EC 1.3.1.33), qui nécessite de la lumière pour convertir la protochlorophyllide en chlorophyllide a, de sorte que ces plantes restent pâles (chlorotiques) en l'absence de lumière. En revanche, chez les gymnospermes, les algues et les bactéries photosynthétiques, cette réaction est catalysée par une protéine totalement différente, dérivée de la nitrogénase et par conséquent sensible à un taux élevé d'oxygène.
Dans les cellules végétales, la protochlorophyllide a est liée à un complexe protéique, l'holochrome protochlorophyllide, sur lequel est assurée sa conversion en chlorophyllide a.